# Lione Fioravante

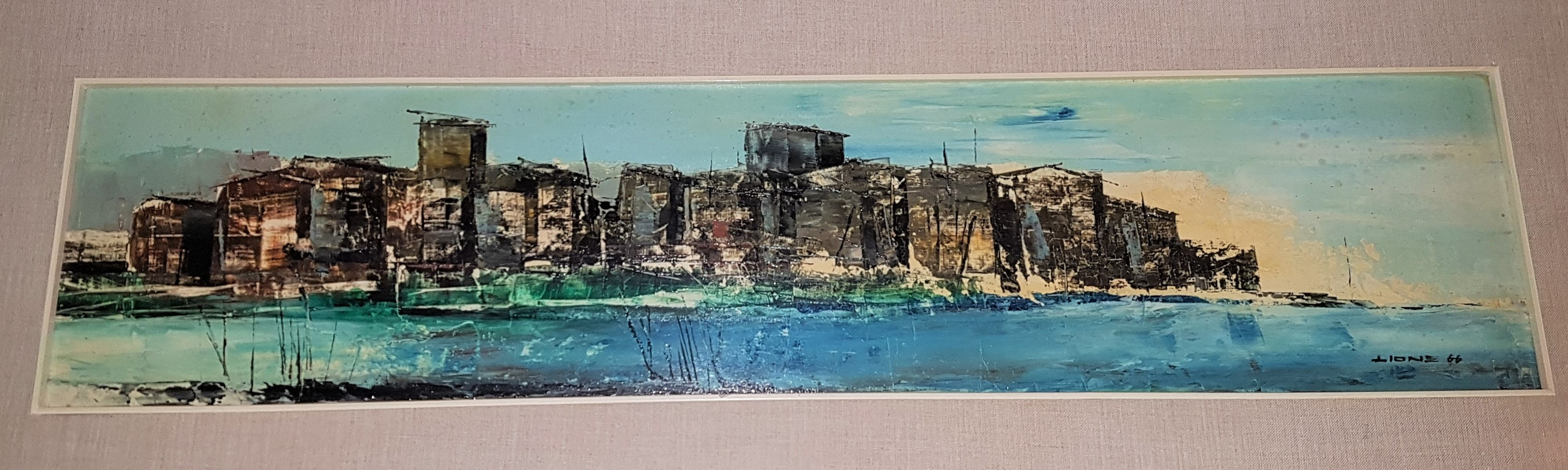
Paese Riviera Ligure - Tecnica Mista - 1966

Lione Fioravante (Castellammare di Stabia, 7 febbraio 1924 – Modena, 2015) è stato un pittore italiano.

## Biografia e produzione artistica
A Castellammare di Stabia fu Sergente Carpentiere e poi Sottocapo della Regia Marina.
Trasferitosi a Modena, si diede soprattutto alla pittura di paesaggio e alla rappresentazione della natura, arrivando ad uno stile vicino a quello della pittura figurativa del nord Italia, sia per quanto attiene l'evidente l'impostazione naturalistica e l'attenzione per la ricerca luministica e coloristica, sia per il costante approfondimento della resa psicologica della natura dipinta. Temi ricorrenti della sua produzione sono i paesaggi innevati e le nature morte.

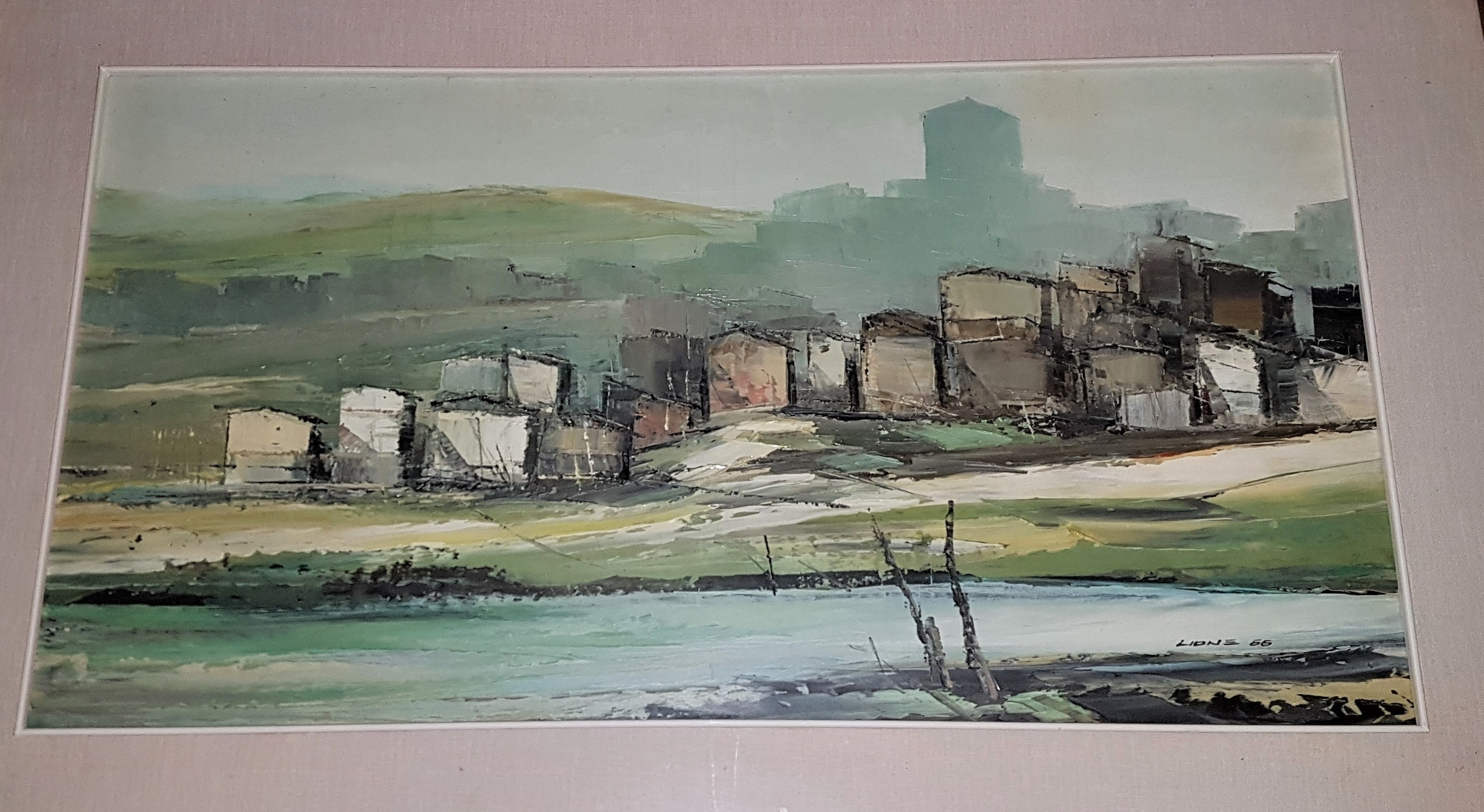
Paesaggio di Serra (MO) - 1966 - Tecnica Mista